# Обстрел Донецка (14 марта 2022)
Обстрел Донецка — обстрел объектов гражданской инфраструктуры на улицах Университетской и Артёма в центре Донецка, произошедший 14 марта 2022 года во время вторжения России на Украину.

## Предшествующие события
Армия Украины сражается на Донбассе с подконтрольными России сепаратистами с 2014 года. Конфликт, возникший после захвата сепаратистами частей Донбасса и провозглашения ими Донецкой и Луганской Народных Республик, привёл к гибели более 14 000 человек, включая украинских военных, гражданских лиц и сепаратистов. В начале 2022 года Россия начала полномасштабное вторжение на Украину.

За 3 дня до обстрела Управление ООН по правам человека заявило о «заслуживающих доверия сообщениях» о нескольких случаях использования войсками РФ кассетных боеприпасов в жилых районах Украины, добавив, что их неизбирательное использование может быть военным преступлением.

## Версии произошедшего
Описание событий, включая точное число пострадавших, невозможно проверить по независимым источникам, в связи с чем появились предположения о том, что масштабы произошедшего могли быть преувеличены в пропагандистских целях.
Согласно отчёту Мониторинговой миссии ООН по правам человека в Украине, при обстреле погибли по меньшей мере 15 человек, и 36 были ранены, в том числе 1 ребёнок.

### Российская версия
Представитель Министерства обороны РФ генерал-майор Игорь Конашенков заявил, что ракета комплекса «Точка-У» с кассетной боеголовкой была запущена из района Покровска, контролируемого украинскими войсками, не предоставив доказательств.

### Украинская версия
Украинская сторона отвергает обвинения России. Украина отвергла утверждения о том, что она попытается силой вернуть Донецк и Луганск, находящиеся под контролем поддерживаемых Россией сил. Украина и ее союзники ранее обвиняли Россию в планировании операций «под чужим флагом» для создания предлогов для дальнейшего военного наступления на Украине.

### Внешние эксперты
Представитель группы блогеров Conflict Intelligence Team Руслан Левиев сказал в интервью, что судя по фотографиям с места происшествия, упавшая в Донецке ракета «Точка-У», была выпущена с подконтрольной России территории и не была перехвачена. Однако опрошенные Bellingcat эксперты утверждают, что положение частей сработавшей ракеты «Точка-У» с кластерной боевой частью не даёт никакой информации о траектории её полёта.

## Реакция
Генеральный секретарь ООН Антониу Гутерриш выразил сожаление в связи с ракетным обстрелом Донецка:
Я видел сообщения об этом инциденте, и должен сказать, что наша позиция предельно ясна. Любое нападение на гражданских лиц или гражданскую инфраструктуру вызывает скорбь, если оно случайно, и осуждение, если оно совершено намеренно. Но давайте проясним ситуацию. Подавляющее большинство жертв среди гражданского населения и подавляющее большинство разрушений гражданской инфраструктуры в контексте войны было сделано российскими войсками.Антониу Гутерриш, генеральный секретарь ООН